# Köcsk
Köcsk es un pueblo ubicado en el distrito de Celldömölk, en el condado de Vas, Hungría.

## Superficie
Posee una superficie de 12,58 kilómetros cuadrados.

## Demografía
Hasta 2019 la población era de 230 habitantes, con una densidad de población de 18,28 habitantes por kilómetro cuadrado.